# Mohamed Saïd Ramadân al Boutî
 (septembre 2011).
Muhammad Saîd Ramadân Al-Bûtî, orthographié aussi Al-Boti et Al-Bouti, est un théologien musulman. Il était à la tête du département des Croyances et Religions de la Faculté de la Sharî`ah, à Damas,. Il prêchait régulièrement dans les mosquées de la capitale syrienne, ainsi que d’autres villes syriennes où des centaines de musulmans et de musulmanes venaient assister à ses cours, sermons et conférences. Il est l'auteur de plus d'une quarantaine d'ouvrages dont beaucoup sont traduits en plusieurs langues dont le français.
Il arrivait à la 23e position du classement des 500 musulmans les plus influents de 2009.
Cheikh El-Bouti a été assassiné le 21 mars 2013 à Damas.

## Jeunesse
Mohammed Saïd Ramadan al-Bouti est né en 1929 dans le village de Jilka sur l’île de Buthan (d'où il tire son nom) en Turquie non loin de l'Irak. Il est le fils d'un mollah, Ramadan al-Bouti (1888-1990). Encouragé par sa mère, celui-ci décide de faire des études religieuses, malgré l'opposition de son père, fermier. Pour s'opposer aux mesures de sécularisation de Mustafa Kemal Atatürk, qu'il estime « insultantes » envers l'islam, Ramadan al-Bouti émigre à Damas avec sa famille — dont le jeune Mohammed Saïd Ramadan, alors âgé de quatre ans —, qui s'installe dans le quartier kurde de la ville. Mohamed Saïd Ramadân al Boutî perd sa mère à l'âge de quatorze ans, puis son père, adepte des écrits d'Al Ghazali sur l'importance du mariage jeune, le marie à l'âge de dix-huit ans à la sœur de sa seconde épouse. Il accepte alors cette union, avec une femme bien plus âgée que lui, pour ne pas désobéir à son père.
Il effectue son cycle secondaire à l'Institut de formation islamique. En 1953, il part étudier à l’Université d’Al-Azhar, à la Faculté de la Loi islamique. Il y obtient, en 1955, Al-`Alamiyyah, le plus haut diplôme délivré par Al-Azhar à cette époque. Il étudie ensuite à la Faculté de la langue arabe d’Al-Azhar, et obtient son diplôme la même année.
En 1960, il enseigne à la Faculté de la Religion à l’Université de Damas où il occupe plusieurs postes hiérarchiques.

## Activités
Al-Bouti est l'auteur d'une quarantaine d'ouvrages traitant de sciences de la religion, de littérature, philosophie et sociologie. Il était à la tête du Département des Croyances et Religions de la Faculté de la Sharî`ah, à Damas où ses lectures rassemblaient tous les vendredis des centaines de musulmans. Il avait participé à de nombreuses conférences et colloques à travers le monde. Il écrivait occasionnellement des articles pour des journaux musulmans et répondait aux questions relatives à l'islam et sa pratique à travers des fatwas publiées sur Internet. Il s'était rendu en France à de nombreuses reprises pour des conférences,, et des inaugurations de mosquées[réf. souhaitée].
Il était membre de la Société royale de recherche en civilisation islamique à Amman, en Jordanie, ainsi que du Haut Conseil de l'Université d'Oxford en Grande-Bretagne[réf. nécessaire]. Al-Bouti parlait couramment le turc, le kurde et avait de bonnes notions d'anglais.

## Auteur
Al-Bouti est un représentant typique de l'école traditionnelle du Moyen-Orient, il s’oppose en cela aux fondamentalistes d’Arabie saoudite. Fervent défenseur de l'autorité des 4 écoles de jurisprudence (madhhab), il qualifie leur éventuelle disparition comme « la plus dangereuse innovation menaçant la Sharia ».
Dans un de ses livres, il accuse les salafistes modernes de manipuler le terme "djihad" dans leur intérêt, il souligne l'importance de la jurisprudence islamique (fiqh).
Ses livres et essais traitent des fondements de l'islam et de ses réflexions sur la Civilisation islamique dans le monde moderne. Il est l'auteur d'une série d'ouvrages sur la question de la prédestination et du libre arbitre.

## Prises de positions et polémiques
Al-Bouti est opposé aux courants wahhabite et celui des Frères musulmans. Théologien conservateur, il approuve le jihad. Il estime que celui-ci est « le devoir des musulmans d'imposer un gouvernement islamique au monde s'ils disposent d'une force militaire suffisante ». Il estime également que les athées, les idolâtres et les polythéistes pouvaient être combattus pour être contraints à se convertir à l'islam, tandis que les chrétiens et les juifs pouvaient être autorisés à vivre aux côtés des musulmans s'ils se soumettent à la charia et paient la djizîa. Il fait également preuve de rigidité doctrinale. Il estime cependant que le processus de la mise en place d'un État islamique doit être graduelle, et ne survenir que si une société est en majorité ou en totalité musulmane. Il estime aussi que le jihad ne doit pas avoir pour but de changer par la violence le pouvoir ou la société, et que celui-ci ne doit être qu'une prévention contre le brigandage et non pas une lutte contre l'« incroyance ».
En 1994, dans son ouvrage Djihad en Islam, il s'oppose à la fatwa controversée d'Al Albani ordonnant aux musulmans de quitter la Palestine. Il a également approuvé les attentats-suicide en Israël.
En 2004, à Strasbourg, il dénonce la loi française sur les signes religieux dans les écoles publiques, qu'il désigne comme une tentative pour faire exploser la famille musulmane. Il surprend son auditoire en qualifiant les représentants musulmans qui soutiennent cette loi du terme Arabe « Mounafiquoun » (hypocrites) alors que le recteur d'Al-Azhar Mohammed Tantaoui venait de donner sa caution à cette loi en présence du ministre de l'Intérieur français Nicolas Sarkozy.
En octobre 2010, il écrit une fatwa selon laquelle celui qui reconnaît la loi islamique mais ne peut pas l'appliquer n'est pas un apostat mais celui qui ne la reconnaît pas et refuse de l'appliquer l'est.
Alors qu'il officie à la Grande mosquée des Omeyyades et dirige la prière du vendredi, retransmise chaque semaine à la télévision étatique, al-Bouti se fait remarquer pour avoir pris le parti de Bachar el-Assad après le début des manifestations populaires en mars 2011. Il qualifie alors de « racailles » les opposants et invite les Syriens à s'engager dans les rangs de l'armée, mais, ne cautionnant pas le meurtre de civils par des militaires,, il publie, le 13 juin 2011, une fatwa interdisant aux militaires de tuer des civils, quitte à se faire tuer en représailles, ce qui ouvre la voie à des désertions et désobéissances au sein de l'armée. Son soutien à Bachar al-Assad repose sur le fait qu'il estime qu'il est interdit de se soulever contre un dirigeant musulman. En réaction, le chef spirituel des Frères musulmans, Youssef al-Qaradâwî, qualifie al-Bouti d'« imbécile fou » et appelle à tuer tuer tous ceux qui soutiennent le gouvernement syrien, qu'ils soient civils, militaires, théologiens ou « ignorants ».
Par la suite, il émet une fatwa pour autoriser de s'incliner en prière devant les portraits de Bachar el-Assad, compare son armée aux sahaba et justifie la répression du régime. Ces prises de position et sa loyauté envers le régime d'Assad, ont provoqué l'érosion de sa popularité au sein de la communauté sunnite, alors qu'il a bénéficié d'une couverture favorable du régime pendant des années. En parallèle, d'autres théologiens ont soutenu la contestation ou ont gardé le silence.

## Mort

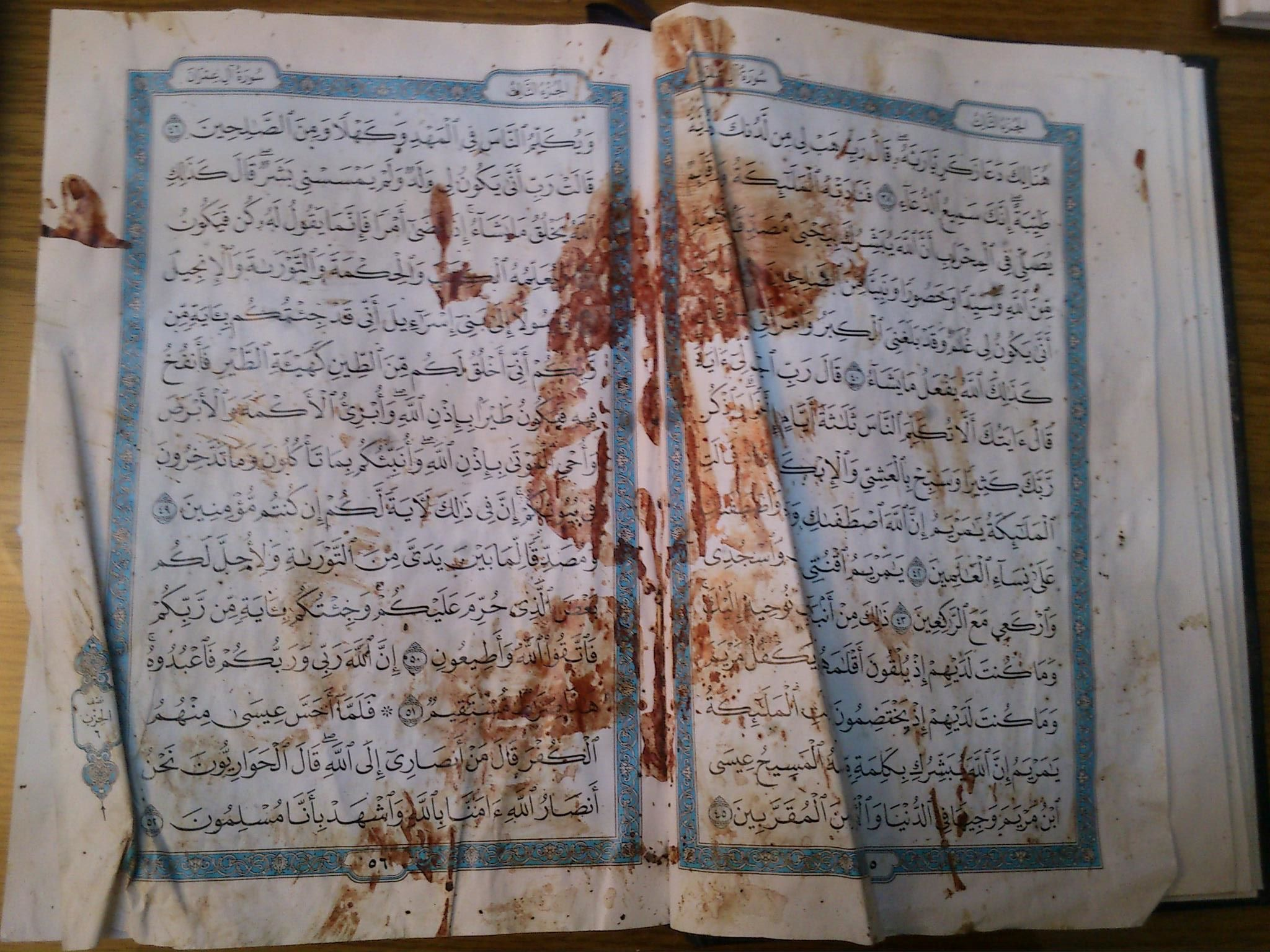
Exemplaire du Coran ensanglanté lors de son assassinat.

Cheikh al Bouti a été assassiné le 21 mars 2013, lors d'un attentat-suicide terroriste dans la mosquée Al-Imane de Damas faisant 49 autres victimes, dont des civils.
Le régime met en cause les rebelles. Mais la BBC avance une autre version, qui, au vu de la vidéo, émet des doutes sur la possibilité qu'une explosion qui n'a pas endommagé la table sous laquelle la bombe était placée, ait pu tuer 50 personnes. Elle s'appuie aussi sur le fait qu'aucune trace de bain de sang n'a été retrouvé sur les lieux de l'assassinat, ainsi que sur la présence d'un homme mystérieux, qui juste après l'explosion, alors qu'al Bouti semble être sonné, s'approche très calmement de lui, lui tient la tête de sa main gauche et semble lui injecter ou lui glisser quelque chose, et c'est à ce moment que la tête d'al Bouti bascule sur le côté droit, et se met a saigner du côté gauche et de la bouche. À la vue de ces éléments la BBC émet l'hypothèse que le meurtre aurait pu être perpétré par le régime Assad.
Par ailleurs, d'autres incohérences ont été notées. D'abord, les témoins ont entendu un bruit différent d'une explosion provoquée par un attentat à la bombe. Les corps semblent avoir été criblés de balles. Aussi, la déflagration n'a provoqué aucune excavation. Par ailleurs, les dégâts à l'intérieurs étaient minimes, sans gravats, ni de destructions des murs ou du plafond. De plus, aucun incendie ne s'est déclaré et les tapis de prière n'ont pas été brûlés. Aussi, alors que les vitres étaient endommagées, le pupitre d'al-Bouti n'a connu que des dégâts limités. De même, des lustres et des ventilateurs ont été épargnés, de même que le micro d'al-Bouti. Une autre incohérence concerne les tenues portées par les témoins interrogés par la télévision étatique. Celles-ci sont peu en accord avec celles de pieux musulmans et même inadaptées à la visite d'une mosquée. Pour sa part, un second témoin, membre des shabiha, se présente à chaque fois à la télévision comme résident d'un quartier différent.

## Livres
En français :
- L'Islam et l'Occident
- L'Islam refuge de l'humanité
- Le péché intérieur : Ce grand danger qui guette les musulmans
- Comment appeler à l'Islam ?
- L'homme et la justice de Dieu sur terre
- Qui est maître du destin des hommes ?
- La décadence des musulmans, qui est responsable ?
- Le djihad en islam
- L'amour dans le coran

En arabe uniquement (non exhaustif) :
- Kubrâ Al-Yaqîniyyât Al-Kawniyyah (La plus grande certitude de l'univers)
- `Alâ Tarîq Al-`Awdah ilâ Al-Islâm (Sur la voie du retour à l'islam)
- Manhaj Al-Hadârah Al-Insâniyyah fi Al-Qur’ân (Méthodologie de la civilisation humaine dans le coran)
- Ma`a An-Nâs (Avec les gens)
- Min Rawâ’i` al-Qur’ân (Parmi les merveilles coraniques)